# Velden, Nürnberger Land
Veldenlà một đô thị ở Nürnberger Land bang Bayern thuộc nước Đức.